# Adolfo Meléndez
Adolfo Meléndez Cadalso (La Coruña, 2 de junho de 1884 - Madrid, 4 de junho de 1968) foi um futebolista espanhol, foi um dos fundadores e presidente do Real Madrid, sucedendo Carlos Padrós, e ficou no cargo de 1908 a 1916. Foi novamente presidente do clube por uma segunda vez em 1939.
Ao lado de Florentino Pérez, os dois são os únicos presidentes do Real Madrid à ocupar o cargo máximo do clube em dois mandatos não consecutivos. Devido a seu excelente trabalho acabou sendo agraciado em 1913 como "presidente de honra" do clube merengue.

## Títulos
Nas suas duas passagens como presidente, o clube conquistou:
- 2 Campeonatos Regionais: 1912–1913 e 1915–1916.